# Under Your Spell
Under Your Spell è il settimo album in studio del gruppo rock canadese The Birthday Massacre, pubblicato nel 2017.

## Tracce
1. One – 3:34
2. Under Your Spell – 4:31
3. All of Nothing – 3:30
4. Without You – 4:32
5. Counterpane – 3:31
6. Unkind – 3:56
7. Games – 3:39
8. Hex – 3:37
9. No Tomorrow – 3:20
10. The Lowest Low – 3:53
11. Endless – 3:13